# Chautauqua County (New York)
Chautauqua County je okres ve státě New York ve Spojených státech amerických. K roku 2010 zde žilo 134 905 obyvatel. Správním městem okresu je Mayville, největším pak Jamestown. Celková rozloha okresu činí 3 885 km².